# Micropentila cingulum
Micropentila cingulum är en fjärilsart som beskrevs av Druce 1910. Micropentila cingulum ingår i släktet Micropentila och familjen juvelvingar. Inga underarter finns listade i Catalogue of Life.